# Janice Meyer Thompson
Jan(ice) Meyer Thompson (* im 20. Jahrhundert) ist eine US-amerikanische Pianistin und Musikpädagogin.

## Leben
Meyer Thompson studierte an der Northwestern University bei Gui Mombaerts und Donald Isaak. Außerdem nahm sie an Kursen von Murray Perahia, John Browning, Phyllis Curtin, Phyllis Rappeport und Béla Nagy teil. Sie unterrichtete bis zu ihrer Emeritierung 2012 mehr als 35 Jahre lang Klavier an der Arizona State University, leitete das Graduiertenprogramm für Klavierpädagogik und war Gründungsdirektorin des Piano Prep Program der Universität. Daneben gab sie Meisterkurse u. a. an den Zentralkonservatorien von Peking, Shanghai und Tianjin in China sowie in Südkorea (u. a. in  Seoul).
Als Pianistin trat Meyer Thompson in den USA, in Europa und Asien auf. Mit The Kent Camerata, einem fünfköpfigen Instrumental-/Vokalensemble, tourte sie durch Italien, Deutschland, Irland, Kanada und die USA und gab Konzerte im amerikanischen Konsulat in Florenz, beim Festival Maggio Musicale und beim Val Tidone Festival und an der University of Ulster in Nordirland. Mit der Pianistin Elaine Greenfield bildet sie das Transcontinental Piano Duo. Sie nahm CDs mit der Kent Kamerata und Elaine Greenfield auf, außerdem u. a. mit den Sängern Mary Sue Hyatt und Jane Dressler und mit dem Fagottisten David DeBolt.